# 99 Cent II Diptychon
A obra de arte 99 Cent II Diptychon de 2001 é uma foto colorida em duas partes feita por Andreas Gursky originalmente provavelmente em 1999, já que a obra às vezes é chamada de "99 cent.1999".
A obra mostra o interior de um supermercado com corredores mostrando mercadorias que resultam em uma obra colorida. O trabalho é modificado digitalmente para diminuir a perspectiva. A foto é uma impressão cromogênica colorida ou c-print. É uma obra em duas partes, também chamada de díptico. Foram 6 conjuntos feitos e montados em vidro acrílico. As fotos têm o tamanho de 2.07 m x 3.37 m.

## Preços de venda recordes
A obra ficou famosa por ser a fotografia mais cara do mundo ao ser leiloada na Sotheby's em 7 de fevereiro de 2007 pelo valor de US$ 3,34 milhões. Outro leilão em Nova York em maio de 2006 rendeu US $ 2,25 milhões para uma segunda impressão, e uma terceira impressão foi vendida por US$ 2,48 milhões em novembro de 2006 em uma galeria de Nova York. Essas seriam a quarta e a sexta fotos mais caras vendidas em 2011. Em 12 de maio de 2011, Untitled # 96 de Cindy Sherman, de 1981, foi vendido por US $ 3,89 milhões.